# 托马什·基兹林克
托马什·基兹林克（捷克語：Tomáš Kyzlink，1993年6月18日—）為捷克男子籃球運動員，現效力於中国男子篮球职业联赛吉林东北虎。
基兹林克出生於捷克维什科夫，2009年至2012年在USK布拉格青年隊接受訓練，2013年起效力藍籃1971三年，2016-17賽季效力多姆扎萊，之後轉戰JL布爾格，接者再到威尼斯雷耶，2017-18賽季曾被租借到健全的心靈，2019-20賽季效力羅馬維圖斯。2020年6月，雷賈納與基兹林克簽下兩年合約，第二年球隊有逃脫選擇權。2021年5月，雷賈納選擇逃脫與基兹林克的合約。2021年12月，基兹林克從USK布拉格轉戰班貝格博澤。
2023年1月，利摩日CSP與基兹林克簽約。2023年9月，布林迪西與基兹林克簽下一份為期兩個月的合約。2023年11月，布林迪西延長與基兹林克的合約兩個月。2024年1月，基兹林克與夫沃次瓦費克簽下一份至賽季結束的合約。2024年夏天基兹林克在全国男子篮球联赛例行賽進行到第五輪時加盟苏科雄狮，由翁德雷·巴尔温向球隊推薦的。基兹林克場均可挹注27.7分、5.2籃板、3.4助攻，以場均命中3.8記三分球抱走例行賽三分王頭銜。2024年10月19日，中国男子篮球职业联赛吉林东北虎與基兹林克完成簽約。

## 外部連結
- 托马什·基兹林克在fiba.basketball（英语）
- 托马什·基兹林克在archive.fiba.com（存檔）（英语）
- 托马什·基兹林克在西班牙篮球甲级联赛官網（球員）（西班牙语）
- 托马什·基兹林克在法國籃球甲級聯賽官網（法语）
- 托马什·基兹林克在意大利篮球甲级联赛官網（意大利语）
- 托马什·基兹林克在德國籃球甲級聯賽官網（德语）
- 托马什·基兹林克在中国男子篮球职业联赛官網
- 托马什·基兹林克在Basketball-Reference.com（國際）（英语）
- 托马什·基兹林克在Eurobasket.com（球員）（英语）
- 托马什·基兹林克在Proballers（英语）
- 托马什·基兹林克在RealGM（球員）（英语）
- 托马什·基兹林克在中国篮球数据库
- 托马什·基兹林克在Flashscore（英语）